# Geomancija
Geomancija ali geomantija (grško γεωμαντεία) je stara veščina prerokovanja prihodnosti s pomočjo znakov narisanih v zemlji ali pesku.
Ta tehnika prerokovanja je stara več tisoč let in so jo uporabljali nomadski narodi, ki so s palico risali figure po pesku in tako postavljali in razlagali preroška sporočila. Geomancija je bila široko zastopana na področju Afrike, Bližnjega Vzhoda in Evrope od srednjega veka do 17. stoletja, ko je njen pomen in uporaba upadel.

## Etimologija
Beseda geomancija prihaja iz grške oblike γεωμαντεία, in pomeni »prerokovanje z zemljo«. Arabci so v preteklosti to divinacijsko tehniko imenovali ilm 'ar-raml – »znanost peska«, iz česar so Grki v 15. stoletju skovali pojma rhamplion in rabolion.

## Zgodovina
Začetke geomancije najdemo v praksi puščavskih ljudstev, ki so s palico risali figure po pesku. Špekulira se o indijskem, hebrejskem in morda tudi kitajskem poreklu geomancije, vendar se zagotovo ve, da so jo v Evropo prinesli Arabci. Glede na arabske hermetične tekste, je znanje geomancije mitskemu Hermesu Trismegistu prenesel nadangel Gabrijel v sanjah, ta pa je to znanje prenesel mitskemu indijskemu kralju umtum al-Hindiju. Kralj je, po legendi, napisal knjigo o geomanciji, ki se je hitro razširila po islamskem svetu.
Čeprav je omenjeno, da je grški matematik Arhimed (287–212. pr. n. št.) napovedal izid obleganja Sirakuz iz figur, ki jih je narisal v pesek, je geomancija prišla prek Arabcev šele v 12. stoletju. Med prvimi latinskimi prevodi arabskih besedil je bilo delo Ars Geomantiae, italijanskega prevajalca, Gerarda da Cremona (1114–1187), ki je že vpeljal astrološke korespondence v to metodo vedeževanja.
V obdobju renesanse in baroka so bila v Evropi prevedena in napisana številna besedila o geomanciji. Med avtorji izstopata nemški okultist Heinrich C. Agrippa (1486–1535) in angleški astrolog John Heydon (1629–1667). Z razvojem znanosti v 18. stoletju je bila geomancija tako kot druge oblike vedeževanja marginalizirana, konec 19. stoletja pa se je v okultnih krogih pojavilo novo zanimanje za to vedeževalsko veščino.

## Geomancijske figure
Osnovni simbol, na katerem temelji vedeževanje s tehniko geomantije, se imenuje figura geomantije. Vsaka je sestavljena iz štirih vrstic, v katerih je ena ali dve piki. Ena ali dve piki predstavljata dva pola, torej ena pika predstavlja aktivno energijo, dva pa pasivno. Skupaj je 16 geomancijskih figur, od katerih ima vsaka drugačno razporeditev pik in določen arhetipski pomen ter številne korespondence.
- 1. Via (Cestat)
- 2. Cauda draconis (Zmajev rep)
- 3. Puer (Deček)
- 4. Fortuna minor (Mala sreča)
- 5. Puella (Dekle)
- 6. Amissio (Izguba)
- 7. Carcer (Zapor)
- 8. Laetitia (Radost)
- 9. Caput draconis (Zmajeva glava)
- 10. Conjunctio (Sestanek)
- 11. Acquisitio (Dobitek)
- 12. Rubeus (Rdeče)
- 13. Fortuna major (Velika sreča)
- 14. Albus (Belo)
- 15. Tristitia (Žalost)
- 16. Populus (Narod)

## Tehnika prerokovanja
Najpogostejša oblika vedeževanja z geomancijo vsebuje naključno zapisanih šestnajst različnih figur, ki se nato interpretirajo, včasih tudi s pomočjo astrološke interpretacije.

## V fantazijski literaturi
V nekateri domišljijski literaturi, zlasti tisti, ki obravnava štiri klasične grške elemente (zrak, voda, ogenj, zemlja), se geomancija nanaša na magijo, ki nadzoruje zemljo (ter včasih kovino in kristale).